# كلايتون هاميلتون (صحفي)
كلايتون هاميلتون (بالإنجليزية: Clayton Hamilton)‏ هو كاتب مسرحي وصحفي وناقد أمريكي، ولد في 14 نوفمبر 1881، وتوفي في 17 سبتمبر 1946.

## وصلات خارجية
- كلايتون هاميلتون على موقع IMDb (الإنجليزية)
- كلايتون هاميلتون على موقع قاعدة بيانات برودواي على الإنترنت (الإنجليزية)
- كلايتون هاميلتون على موقع قاعدة بيانات برودواي على الإنترنت (الإنجليزية)